# Flashdance (muzikál)
Flashdace (muzikál) je divadelní adaptace autorů Robbieho Rotha a Roberta Caryho stejnojmenného filmu z roku 1983. Muzikál měl světovou premiéru v červenci roku 2008 v Theatre Royal Plymouth, následně cestoval po celé Velké Británii během května roku 2009, následně se během ledna 2011 hrál v Londýně na West Endu.  Ve Spojených státech se toto představení hraje od roku 2013. V České republice měl muzikál premiéru 28. září 2013 v Městském divadle Brno.

## Děj
Alexandra „Alex“ Owensová, osmnáctiletá svářečka pracující v ocelárně v Pittsburghu v Pensylvánii, touží stát se profesionální tanečnicí. Nemá však žádné profesionální vzdělání, pouze ve svém volném čase tancuje v baru u Harryho spolu se svými kamarádkami. Jednoho dne se seznámí se synem majitele továrny Nickem Hurleym, který se vydává za obyčejného dělníka. Alex ho úplně okouzlí, hlavně svou bezprostředností a drzostí. Dívka si podává přihlášku na taneční konzervatoř, nechce se svého snu vzdát. S přípravami na přijímací zkoušky jí pomáhá její dlouholetá přítelkyně, bývalá baletka Hana. Postupně se čím dál více sbližuje s Nickem, který musí s pravdou ven. Alex zprvu není vůbec nadšená, že je z vyšší společnosti, ale postupně se s tím smiřuje. Paralelně probíhá příběh Jimmyho, který pracuje jako číšník u Harryho, a jeho přítelkyně Glorie. Jimmy se touží stát slavným komikem, a odjíždí proto do světa, aby se tam proslavil. Zanechává Glorii napospas osudu, ta také chce být slavnou a přijme místo u Johnyho ve stripbaru. Nakonec si Jimmy uvědomí, že nestojí o žádnou slávu, nýbrž jen o tu jednu jedinou – Glorii. Mezitím Alexiny přípravy na zkoušky vrcholí. Nick nemůže jen tak sedět a nic nedělat, jde za komisí a trochu se u ní přimluví. Nešťastně se před Alex prořekne a ta je na něho velmi naštvaná, odmítá jakoukoliv protekci. Pomalu se blíží datum přijímaček, ale dívku velmi zasáhne smrt Hany. Svůj boj však nevzdává, dá do toho všechno, na její památku. V onen důležitý den ze sebe vydá maximum, celou svou duši dá do tance. To se jí vyplatí. I bez Nickovy protekce ohromí všechny členy poroty. Její sen se stal skutečností, a navíc na ni před školou čeká její milovaný s kyticí rudých růží.

## Verze Městského divadla Brno
Tento muzikál uvedlo na svém repertoáru jako první divadlo v České republice Městské divadlo Brno. Představení mělo premiéru 28. září 2013, trvá celkem tři hodiny s jednou dvacetiminutovou přestávkou. Režisér Stanislav Moša použil překlad Jiřího Joska. V díle se objevují známé písně jako „Maniac“, „What a Feeling“, „Manhunt“, „Gloria“ nebo „I Love Rock and Roll“. Na muzikál Flashdance v podání brněnského souboru převažuje mezi recenzenty pozitivní kritika, Jiří Pavel Kříž v deníku Právo vyzdvihuje jak choreografii, tak i kostýmy a scénu. Celkově ohodnotil muzikál číslem 100 %. Naopak Lenka Suchá napsala na serveru Deník.cz názor, že děj se v brněnském podání docela rozmělňuje mezi vícero postav, neopomněla však vyzdvihnout představitelku hlavní role Svetlanu Janotovou.

### Obsazení hlavních rolí
| Svetlana Janotová nebo Ivana Vaňková    | Alexandra Owensová |
| Ondřej Studénka nebo Dušan Vitázek      | Nick Hurley        |
| Hana Holišová nebo Viktória Matušovová  | Kiki               |
| Andrea Zelová nebo Johana Gazdíková     | Gloria             |
| Veronika Bošjaková nebo Hana Kováříková | Tess               |
| Zdena Herfortová nebo Ivana Plíhalová   | Hana               |
| Zdeněk Junák nebo Milan Němec           | Harry              |
| Igor Ondříček                           | Johny              |
| Lukáš Janota nebo Aleš Slanina          | Jimmy              |